# Недовольный
«Недовольный» (англ. The Malcontent) — трагикомедия английского драматурга Джона Марстона, впервые опубликованная в 1604 году. Была впервые поставлена на сцене на несколько лет раньше.
Действие пьесы происходит в Генуе. Герцог Альтафронте, которого лишили власти, снова появляется при дворе под чужим именем и свершает месть, причём оказывается одновременно мстителем и критиком нравов. Исследователи видят в этой пьесе сочетание традиций «трагедии мести» и сатирической комедии, существенно повлиявшее на развитие английской маньеристской драматургии.
«Недовольного» причисляют к лучшим произведениям Марстона.